# Кириченко Григорій Федорович
Григорій Федорович Кириченко (нар. 23 жовтня 1912, місто Суми, тепер Сумської області — 5 лютого 1995, місто Суми) — український радянський діяч, новатор виробництва, токар Сумського машинобудівного заводу імені Фрунзе, Герой Соціалістичної Праці (25.06.1966). Депутат Верховної Ради УРСР 4—5-го скликань. Член Ревізійної Комісії КПУ в 1966—1971 р.

## Біографія
Народився 23 (10) жовтня 1912 року в місті Суми в родині робітника.
З 1926 року працював токарем на Сумському машинобудівному заводі імені Фрунзе. У 1931 році закінчив школу фабрично-заводського навчання.
У 1941 році був евакуйований у місто Чирчик Ташкентської області Узбецької РСР, де працював токарем.
Після завершення війни повернувся на Сумський машинобудівний завод імені Фрунзе, брав участь у його відновленні, працював токарем. Виконував виробниче завдання на 150-200 %, отримав особисте клеймо.
Член КПРС з 1957 року.
Новатор виробництва у машинобудуванні. Досяг значних успіхів у виконанні й перевиконанні виробничих планів. Ініціатор руху «Жодного відстаючого поруч» (з 1967). Наставник молоді.
З 1972 року — на пенсії у місті Сумах.

## Нагороди
- Герой Соціалістичної Праці (25.06.1966)
- орден Леніна (25.06.1966)
- орден Жовтневої революції
- орден Трудового Червоного Прапора
- орден Знак Пошани
- медалі
- Заслужений машинобудівник Української РСР (1.11.1972)